# The Lost Episodes
The Lost Episodes är ett musikalbum av Frank Zappa, utgivet 1996, tre år efter hans död. Det består av tidigare outgivna låtar från större delen av hans karriär, framförallt från 1960-talet till mitten av 1970-talet men även från så tidigt som 1958.

## Låtlista
1. "The Blackouts" – 0:22
2. "Lost in a Whirlpool" (Van Vliet, Zappa) – 2:46
3. "Ronnie Sings?" – 1:05
4. "Kenny's Booger Story" – 0:33
5. "Ronnie's Booger Story" – 1:16
6. "Mount St. Mary's Concert Excerpt" – 2:28
7. "Take Your Clothes Off When You Dance" – 3:51
8. "Tiger Roach" (Van Vliet, Zappa) – 2:20
9. "Run Home Slow Theme" – 1:25
10. "Fountain of Love" (Zappa, Ray Collins) – 2:08
11. "Run Home Cues, #2" – 0:28
12. "Any Way the Wind Blows" – 2:14
13. "Run Home Cues, #3" – 0:11
14. "Charva" – 1:59
15. "The Dick Kunc Story" – 0:46
16. "Wedding Dress Song" (Trad., arr. Zappa) – 1:14
17. "Handsome Cabin Boy" (Trad., arr. Zappa) – 1:21
18. "Cops & Buns" – 2:36
19. "The Big Squeeze" – 0:43
20. "I'm a Band Leader" – 1:14
21. "Alley Cat" (Van Vliet, Zappa) – 2:47
22. "The Grand Wazoo" – 2:12
23. "Wonderful Wino" (Zappa, Jeff Simmons) – 2:47
24. "Kung Fu" – 1:06
25. "RDNZL" – 3:49
26. "Basement Music #1" – 3:46
27. "Inca Roads" – 3:42
28. "Lil' Clanton Shuffle" – 4:47
29. "I Don't Wanna Get Drafted" – 3:24
30. "Sharleena" – 11:54